# Miloševo (Čelinac, BiH)
Miloševo  je naseljeno mjesto u sastavu općine Čelinac, Republika Srpska, BiH.

## Stanovništvo
| Miloševo           |              |
| godina popisa      | 1991.        |
| Srbi               | 350 (97,49%) |
| Hrvati             | 2 (0,56%)    |
| Muslimani          | 0            |
| Jugoslaveni        | 7 (1,95%)    |
| ostali i nepoznato | 0            |
| ukupno             | 359          |